# Radiële snelheid

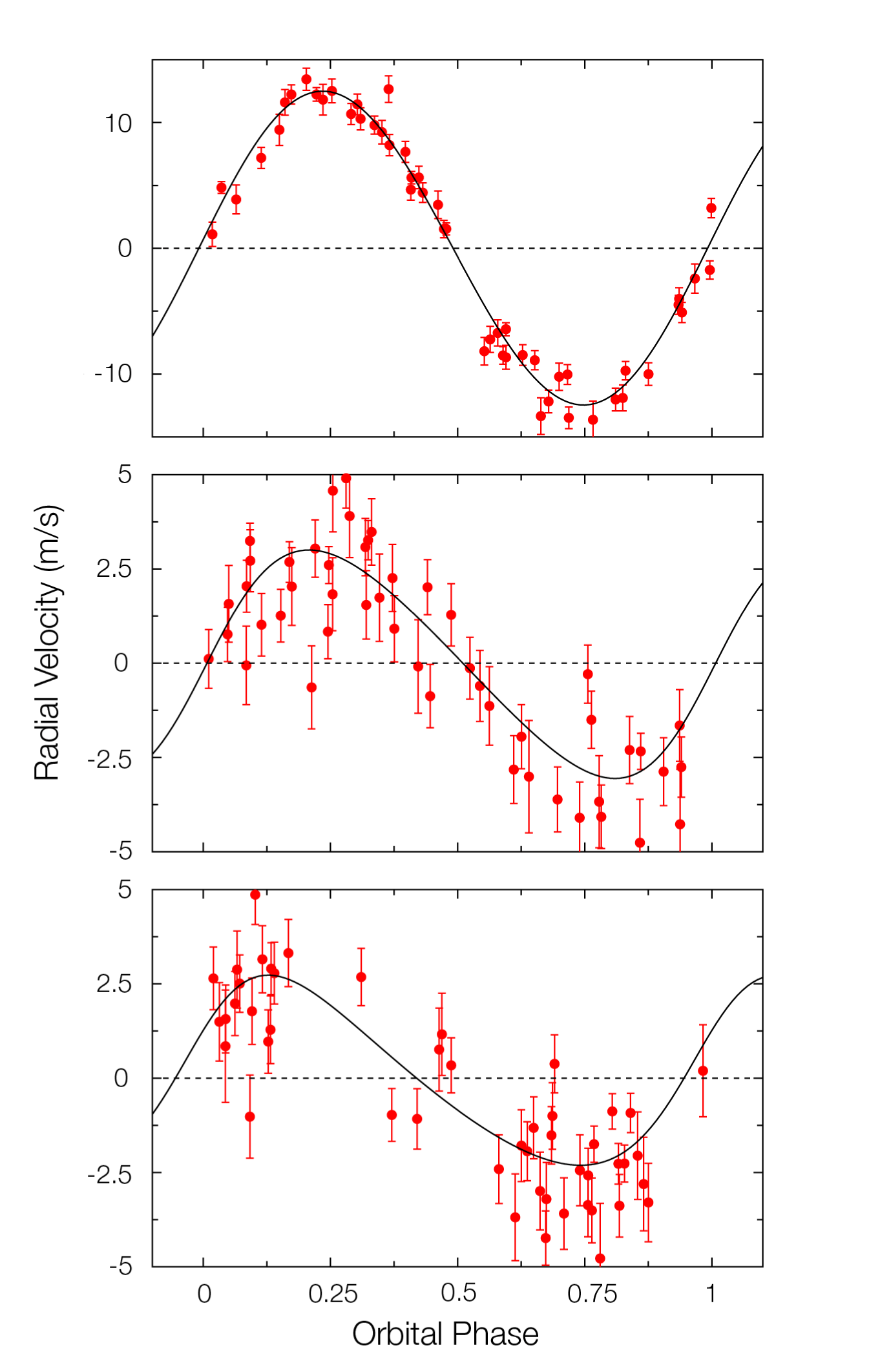
De gemeten veranderingen in de radiële snelheid van Gliese 581 die de aanwezigheid verraden van 3 planeten rond deze ster

De radiële snelheid is de snelheid van een object langs de gezichtslijn. In de astronomie is de radiële snelheid een van de belangrijkste parameters die afgeleid worden uit de meting van een spectraallijn in het optische of radiospectrum van bijvoorbeeld een komeet, ster, moleculaire wolk of sterrenstelsel. De radiële snelheid is positief als een object van de waarnemer af beweegt en negatief wanneer het naar de waarnemer toe beweegt.
Als de afstand van een object bekend is kan uit de eigenbeweging de tangentiële snelheid berekend worden en samen met de radiële snelheid geeft dit de ruimtelijke snelheid.

## Meting
De golflengte van een spectraallijn verandert door het dopplereffect als de bron beweegt ten opzichte van de waarnemer: de bron vertoont een roodverschuiving (of blauwverschuiving). De snelheid volgt als de waargenomen golflengte (of frequentie) vergeleken wordt met volgens berekeningen of laboratoriummetingen verwachte golflengte (de rustfrequentie).

## Referentiekader
Deze gemeten snelheid moet vervolgens gecorrigeerd worden voor bekende effecten, zoals de snelheid die verwacht wordt door de rotatie van de Aarde, door de beweging van de Aarde rond de Zon, en door de beweging van de Zon in het Melkwegwegstelsel. In de astronomie gebruikt men:
- de topocentrische radiële snelheid: de snelheid ten opzichte van de waarnemer.
- de geocentrische radiële snelheid: de snelheid ten opzichte van het centrum van de Aarde.
- de heliocentrische radiële snelheid: de snelheid ten opzichte van de Zon.
- de barycentrische radiële snelheid: de snelheid ten opzichte van het zwaartepunt van het zonnestelsel.
- de radiële snelheid ten opzichte van de Local Standard of Rest (de gemiddelde beweging van sterren in de buurt van de zon).

## Toepassingen
- Bij spectroscopische dubbelsterren verraadt de verandering van de radiële snelheid de aanwezigheid van een andere ster.
- De helft van de bekende exoplaneten is gevonden door te zoeken naar zeer kleine veranderingen (enkele m/s of zelfs nog kleiner) in de radiële snelheid van de ster waaromheen deze planeten bewegen.
- Onder andere uit studies van de rotatie van sterrenstelsels heeft men het bestaan van donkere materie afgeleid (het melkwegstelseldraaiingsprobleem).
- Uit de radiële snelheid van sterrenstelsels kan hun afstand worden afgeleid met behulp van de Wet van Hubble.